# Sayed Moawad
Sayed Moawad Abdel Wahed  (ur. 25 maja 1979 w Fajum) – egipski piłkarz grający na pozycji lewego obrońcy.

## Kariera klubowa
Piłkarską karierę Moawad rozpoczął w klubie Aluminium Nag Hammadi, w barwach którego zadebiutował w 1998 w drugiej lidze. W zespole tym występował do 2002 roku i wtedy trafił do ówczesnego mistrza kraju, Ismaily SC. W Ismaily od samego początku wywalczył miejsce w wyjściowym składzie. W 2003 i 2004 roku zajął z nim 3. miejsce w lidze, a w 2005 - 4., podobnie jak w 2006. W 2007 roku znów zakończył sezon z Ismaily na najniższym stopniu podium. W 2008 roku był wypożyczony do Trabzonsporu, a następnie odszedł do Al-Ahly Kair.

## Kariera reprezentacyjna
W reprezentacji Egiptu Moawad zadebiutował w 2002 roku. W 2008 roku Hassan Shehata powołał go na Puchar Narodów Afryki 2008.